# فيرا وايت
فيرا وايت (بالإنجليزية: Vera M. White)‏ هي فاعلة خير أمريكية، ولدت في 1888، وتوفيت في 1966.